# Eremedaille (Frankrijk)
Een Franse Eremedaille (Frans: Médaille d'honneur) is een onderscheiding. 
De Franse regering verleende behalve haar ridderorden zoals het Legioen van Eer ook andere onderscheidingen zoals de kruisen, herinneringsmedailles, campagnemedailles, insignes en 65 verschillende eremedailles. Deze hebben een lagere status dan de orden en kruisen al verschilt die beoordeling uiteraard van geval tot geval. Niet alle eremedailles worden nog uitgereikt. De door de ministeries zelf beheerde en toegekende eremedailles worden na de Franse decoraties, de herinnerings- en campagnemedailles en de Medaille voor de Jeugd en de Sport gedragen. De Medaille van de A.F.N. en de Nationale Erkenning komt na de ministeriële eremedailles. De Franse koloniale orden en onderscheidingen sluiten de rij.

## Eremedailles in 2014

### Eremedailles uit de 19e eeuw

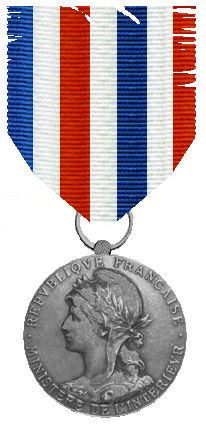
Eremedaille van de Hallen en Markten in Parijs 1900 - 1945

- Eremedaille voor Handelingen van Toewijding en Redding (Frans: Médaille d'honneur pour actes de Dévouement et faits de Sauvetage) (1820)
- Eremedaille van de Onderlinge Verzekeringen (Frans: Médaille des Secours mutuels)
- Eremedaille van de Mutualité (Frans: Médaille d'honneur de la Mutualité) (1852)
- Eremedaille van de Posterijen en de Telegrafie (Frans: Médaille d'honneur des Postes et télégraphes) (1882)
- Eremedaille van de Domeinen (Frans: Médaille d'honneur des Eaux et forêts) (1883)
- Eremedaille van de Epidemieën (Frans: Médaille d'honneur des Épidémies) (1885)
- Eremedaille van de Algemene Charitatieve Instellingen (Frans: Médaille des établissements généraux de bienfaisance) (1886)
- Eremedaille van de Docenten (Frans: Médaille d'honneur des Instituteurs) (1886)
- Eremedaille van het Lager Onderwijs (Frans: Médaille d'honneur de l'Enseignement du premier degré)
- Eremedaille van het Ministerie van Handel en Industrie (Frans: Médaille d'honneur du ministère du Commerce et de l'Industrie) (1886)
- Eremedaille van Buitenlandse Zaken (Frans: ‘Médaille d'honneur des Affaires étrangères) (1887)
- Eremedaille van de President van de Republiek (Frans: Médaille du Président de la République)
- Eremedaille van de Arbeid voor Werknemers van het Ministerie van Oorlog (Frans: Médaille d'honneur du Travail du ministère de la Guerre) (1888)
- Eremedaille van de Landbouw (Frans: Médaille d'honneur Agricole) (1890)
- Eremedaille van Werknemers in de Landbouw (Frans: Médaille des ouvriers de l'Agriculture)
- Eremedaille van de Onderlinge Bijstand  (Frans: Médaille des Secours mutuels) (1891)
- Eremedaille voor Publieke Dienstverlening (Frans: Médaille d'honneur de l'Assistance publique) (1891)
- Eremedaille van de Epidemieën van het Ministerie van Oorlog (Frans: Médaille d'honneur des Épidémies du ministère de la Guerre) (1892)
- Eremedaille van de Arbeid voor Niet-militair Personeel van de Marine (1894) (Médaille d'honneur du Travail pour le personnel non militaire de la Marine )
- Eremedaille van de Douane (Frans: Médaille d'honneur des Douanes) (1894)
- Eremedaille van het Gevangeniswezen (Frans: Médaille Pénitentiaire) (1896)
- Eremedaille van de Kantoniers en de 0nderofficieren (Frans: Médaille d'honneur des Cantonniers et agents subalterns)   (1897)
- Eremedaille van de Openbare Werken (Frans: Médaille d'honneur des Travaux  publics‘') (1897)
- Eremedaille van de Indirecte Belastingen (Frans: Médaille d'honneur des Contributions indirectes) (1897)
- Eremedaille van de Departementale en Gemeentelijke wegenaanleg  (Frans: Médaille d'honneur des Cantonniers départementaux et communaux) (1898)
- Eremedaille voor het Koloniale Gevangeniswezen (Frans: Médaille d'honneur Pénitentiaire coloniale) (1898)
- Eremedaille van het Departementale en Gemeentelijke Wegenonderhoud (Frans: Médaille d'honneur de la Voirie départementale et communale) (1898)
- Eremedaille van de Wereldtentoonstelling (Frans: Médaille de l'Exposition universelle) (1899)
- Eremedaille van de Brandweer (Frans: Médaille d'honneur des Sapeurs-pompiers) (1900)
- Eremedaille van de Hallen en Markten in Parijs (Frans: Médaille d'honneur des Halles et marchés de Paris) (1900)
- Medaille voor het Gevangeniswezen van Algerije (Frans: Médaille Pénitentiaire pour l'Algérie) (1900)

## Medailles uit de eerste helft van de 20e eeuw

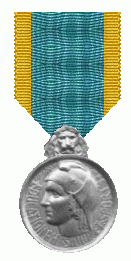
Eremedaille voor de Jeugd en de Sport in Zilver

- Medaille voor Daden van Moed en Toewijding (Frans: Médaille pour actes de Courage et de Dévouement) (1901)
- Eremedaille voor Moed en Toewijding (Frans: Médaille d'honneur pour actes de Courage et de Dévouement)
- Eremedaille van de Zeelieden van de Handelsvloot (Frans: Médaille d'honneur des Marins du commerce) (1901)
- Eremedaille van de Gemeentelijke en Landelijke Politie (Frans: Médaille d'honneur de la Police municipale et rurale) (1903)
- Eremedaille van de Octrooien (Frans: Médaille d'honneur des Octrois) (1903)
- Eremedaille van de Epidemieën van het Departement van de Marine (Frans: Médaille d'honneur des Épidémies du ministère de la Marin) (1909)
- Eremedaille van de Publieke Hygiëne (Frans: Médaille d'honneur de l'Hygiène publique) (1912)
- Eremedaille van de Ministerie van Arbeid en Sociale Zaken (Frans: Médaille d'honneur du ministère du Travail et de la Prévoyance sociale) (1913)
- Eremedaille van de Spoorwegen (Frans: Médaille d'honneur des Chemins de fer) (1913) Deze medaille werd ook in de koloniën uitgereikt. Deze medailles dragen op de voorzijde de naam van de desbetreffende kolonie.
- Medaille van de Franse Familie (Frans: Médaille de la Famille française) (1920)
- Eremedaille van de Gemeente (Frans: Médaille d'honneur Communale) (1921)
- Eremedaille van de Luchtvaart (Frans: Médaille d'honneur de l'Aéronautique et des transports aériens") (1921)
- Medaille voor het Technisch Onderwijs (Frans: Médaille de l'Enseignement technique)  (1921)
- Medaille van de Mijnen in het Saarland (Frans: Médaille des mines de la Sarre) (1921)
- Eremedaille van de Sociale Voorzorg(Frans: Médaille d'honneur des Assurances sociales) ( 1923 ) (1922)
- Medaille van de Sociale Verzekering (Frans: Médaille des Assurances sociales  (1923)
- Eremedaille van de Muzikale en Koorverenigingen Frans: Médaille d'honneur des Sociétés musicales et chorales) (1924)
- Medaille voor Hygiëne (Frans: Médaille de l'Hygiène) (1924)
- Medaille voor de Beste Werknemer van Frankrijk (Frans: Médaille du meilleur ouvrier de France) (1924)
- Eremedaille voor Sportonderwijs (Frans: Médaille d'honneur de l'Éducation physique) (4 mei 1929 – 27 november 1946)
- Eremedaille van de Militaire Gezondheidsdienst van de Landmacht (Frans: Médaille d'honneur du Service de Santé militaire de l'armée de Terre) (1931)
- Eremedaille van de Vakbonden (Frans: Médaille d'honneur des Syndicats professionnels) (1933)
- Eremedaille van de Franse Politie (Frans: Médaille d'honneur de la Police française)(1936)
- Medaille voor Wetenschappelijk Onderzoek (Frans: Médaille de la Recherche scientifique) (1937)

## Medailles van na 1945
- Medaille van de Jeugdzorg (Frans: Médaille de l'Éducation surveillée) (1945)
- Departementale en Communale Eremedaille (Frans: Médaille d'honneur Départementale et communale) (1945)
- Eremedaille voor Sportonderwijs en de Sporten (Frans: Médaille d’honneur de l'éducation Physique et des Sports) (27 november 1946 – 6 juli 1956)
- Eremedaille van de Gezondheidszorg van de Marine (Frans: Médaille d'honneur du Service de Santé de la Marine) (1947)
- Eremedaille van de Gezondheidszorg van de Luchtmacht (Frans: Médaille d'honneur du Service de Santé de l'Air) (1948)
- Eremedaille van de Arbeid (Frans: Médaille d'honneur du Travail) (1948)
- Eremedaille voor de Mijnen (Frans: Médaille des Mines) (1953)
- Eremedaille voor de Jeugd en de Sport (Frans: Médaille d’honneur de la Jeunesse et des Sports) (6 juli 1956 – 14 oktober 1969)
- Eremedaille van het Vervoer over de Weg (Frans: Médaille d'honneur des Transports routiers) (1957)
- Eremedaille van de Posterijen en Telecommunicatie (Frans: Médaille d'honneur des Postes et télécommunications) (1959)
- Eremedaille voor Verdienste voor de Gezondheid van de Strijdkrachten (Frans: Médaille d'honneur du Service de Santé des Armées) (1962)
- Eremedaille van de Jeugd en de Sport (Frans: Médaille de la Jeunesse et des sports) (1969 - december 2013)
- Eremedaille van het Burgerpersoneel van het Ministerie van Defensie (Frans: Médaille d'honneur des Personnels civils du ministère de la Défense) (1976)
- Eremedaille van de Regionale, Departementale en Communale Bestuur (Frans: Médaille d'honneur Régionale, départementale et communale) 1987)
- Eremedaille van het Toerisme (Frans: Médaille du Tourisme) (1989)
- Eremedaille voor de Justitiële Bescherming van de Jeugd (Frans: Médaille d'honneur de la Protection judiciaire de la jeunesse) (1990)
- Eremedaille van de Nationale Politie (Frans: Médaille d'honneur de la Police nationale) (1996)

## Medailles uit de 21e eeuw
- Eremedaille van de Administratie van het Gevangeniswezen (Frans: Médaille d'honneur de l'Administration pénitentiaire) (2003)
- Eremedaille van de Gerechtelijke Diensten (Frans: Médaille d'honneur des Services judiciaires) (2011)
- Eremedaille van de Volksgezondheid en Sociale zaken (Frans: Médaille d'honneur de la Santé et des Affaires sociales) (2012)
- Eremedaille van de Binnenlandse Veiligheid (Frans: Médaille de la Sécurité intérieure)   (2012)
- Medaille voor de Jeugd en het Verenigingswezen (Frans: Médaille de la Jeunesse, des sports et de l'engagement associatif)   (2013)